# Икс-мен 2
Икс-мен 2 (енгл. X2: X-Men United) је амерички суперхеројски филм из 2003. године. Филм је базиран на истоименом Марвеловом стрипу, наставак је филма Икс-мен из 2000. године и други је филм у истоименом серијалу. У главним улогама су Патрик Стјуарт, Хју Џекман, Ијан Макелен, Хали Бери, Фамке Јансен, Џејмс Марсден, Ребека Ромејн, Брајан Кокс, Алан Каминг, Брус Дејвисон и Ана Паквин.
Филм је изашао у америчким биоскопима 2. маја 2003. године и добио је позитивне критике од стране критичара, који су хвалили филмску причу, акционе сцене и глуму. Зарадио је преко 407 милиона долара широм света и био је номинован за осам награда Сатурн. Наставак, Икс-мен 3: Последње упориште, изашао је 2006. године.

## Радња
Након што током туристичког разгледања Беле куће један мутант савлада стражу и покуша атентат на америчког председника, професор Чарлс Kсавијер схвата да неко поновно жели да изазове раздор између људи и мутаната. Уз помоћ неколико особа обдарених изузетним психофизичким способностима, међу којима су Логан звани Вулверин, Џин Греј, Ороро Монро звана Сторм и Скот Самерс познат као Kиклоп, искусни професор Kсавијер води школу за интелигентну и паранормалним моћима обдарену децу. Професор Kсавијер сумња да иза покушаја атентата на председника стоји његов тренутни заробљеник и стари противник Ерик Леншер звани Магнето, вођа групе непријатељских мутаната. Међутим, развој догађаја показаће да је неко близак председнику умешан у то.

## Улоге
| Глумац         | Улога                         |
| -------------- | ----------------------------- |
| Патрик Стјуарт | Чарлс Ксавијер / Професор Икс |
| Хју Џекман     | Логан / Вулверин              |
| Ијан Макелен   | Ерик Леншер / Магнето         |
| Хали Бери      | Ороро Монро / Олуја           |
| Фамке Јансен   | Џин Греј                      |
| Џејмс Марсден  | Скот Самерс / Киклоп          |
| Ана Паквин     | Мери Д'Анканто / Роуг         |
| Ребека Ромејн  | Рејвен Даркхолм / Мистик      |
| Брајан Кокс    | Вилијам Страјкер              |
| Алан Каминг    | Керт Вагнер / Најткролер      |
| Брус Дејвисон  | сенатор Роберт Кели           |
| Арон Станфорд  | Џон Алердајс / Пајро          |
| Шон Ашмор      | Боби Дрејк / Ајсмен           |
| Кели Ху        | Јурико Ојама / Детстрајк      |
| Кејти Стјуарт  | Кити Прајд                    |

## Зарада
- Зарада у САД — 214.949.694 $
- Зарада у иностранству — 192.607.919 $
- Зарада у свету — 407.557.613 $